# Emile Doucouré
Emile Doucouré (28 september 2007) is een Belgisch voetballer die onder contract ligt bij Beerschot VA.

## Clubcarrière
Doucouré ondertekende in het voorjaar van 2023 een profcontract tot medio 2025 bij Beerschot VA, de club waar hij op dat moment aan zijn derde seizoen bezig was. Eerder speelde hij ook bij de jeugd van Berchem Sport en KV Mechelen. In maart 2025 brak Beerschot het contract van Doucouré, die inmiddels deel uitmaakte van de A-kern van Beerschot en in het seizoen 2024/25 zijn opwachting maakte in de Derde afdeling met de beloftenploeg van de club, open tot medio 2026.
Op 25 april 2025 maakte Doucouré zijn officiële debuut voor het eerste elftal van Beerschot: op de vierde speeldag van de Relegation Play-offs kreeg hij tegen KV Kortrijk zijn kans onder de lat. Doucouré hield in zijn debuutwedstrijd de nul en hielp Beerschot, dat toen al zeker was van degradatie naar Eerste klasse B, aan een 2-0-zege.

## Clubstatistieken
| Seizoen         | Club             | Land            | Competitie          | Competitie | Competitie | Beker | Beker | Supercup | Supercup | Europees | Europees | Totaal | Totaal |
| Seizoen         | Club             | Land            | Competitie          | Wed.       | Dlp.       | Wed.  | Dlp.  | Wed.     | Dlp.     | Wed.     | Dlp.     | Wed.   | Dlp.   |
| --------------- | ---------------- | --------------- | ------------------- | ---------- | ---------- | ----- | ----- | -------- | -------- | -------- | -------- | ------ | ------ |
| 2024/25         | Beerschot VA U23 | Vlag van België | Derde afdeling VV A | 9          | 0          | —     | —     | —        | —        | —        | —        | 9      | 0      |
| 2024/25         | Beerschot VA     | Vlag van België | Eerste klasse A     | 1          | 0          | 0     | 0     | —        | —        | —        | —        | 1      | 0      |
| Carrière totaal | Carrière totaal  | Carrière totaal | Carrière totaal     | 10         | 0          | 0     | 0     | 0        | 0        | 0        | 0        | 10     | 0      |

Bijgewerkt op 25 april 2025.